# ضيفد أبيض
ضيفد أبيض (الاسم العلمي: Dyschoriste alba) هو نوع من النباتات يتبع جنس الضيفد من الفصيلة الأقنتية.